# داسو اوراگان
داسو ام‌دی. ۴۵۰ اوراگان (به فرانسوی: Dassault Ouragan) (به معنای تندباد) یک جنگنده-بمب‌افکن است که توسط شرکت فرانسوی داسو اویاسیون توسعه یافته و تولید شده است. خاستگاه این هواپیما در یک سرمایه‌گذاری خصوصی توسط داسو برای تولید یک هواپیمای کاملاً فرانسوی ریشه دارد، که در نظز گرفته شده بود، تا از پیشرانه جت استفاده نماید، این جنگنده متعاقباً از نیروی هوایی فرانسه سفارشی را دریافت نمود.
اوراگان اولین هواپیمای جنگی طراحی شده فرانسوی با موتور جت است که به تولید رسید و بنابراین نقشی کلیدی در تجدید حیات صنعت هوانوردی فرانسه پس از جنگ جهانی دوم ایفا کرد.
اوراگان توسط فرانسه، هند، اسرائیل و السالوادور مورد استفاده قرار گرفت. در زمان خدمت در اسرائیل، این گونه از هواپیما هم در بحران سوئز و هم در جنگ شش روزه شرکت داشت.

## توسعه

### خاستگاه
با توجه به این که فرانسه در اکثر زمان جنگ جهانی دوم، در اشغال آلمان بود، آن کشور نتوانست به دست آوردهای بزرگ در طراحی هواپیما که در طی جنگ کسب شده بود، دست یابد.
در مارس ۱۹۴۵، مارسل بلوک طراح هوانوردی از اسارت در
اردوگاه کار اجباری بوخن‌والت به فرانسه بازگشت و مشتاق بود صنعت هوانوردی را از طریق توسعه و تولید یک جنگنده کاملاً فرانسوی، که با فناوری جدید پیشرانه جت توسعه داده شده بود، مجدداً تأسیس نماید.به ویژه، او مشتاق بود که این هواپیما را با سرعت کافی توسعه دهد تا بازار نوظهور چنین هواپیمایی را تحت تأثیر قرار دهد. در اوایل سال ۱۹۴۶، بلوک نام خود و شرکت جدیدش را به نام داسو که نام رمز برادرش در زمان جنگ در مقاومت فرانسه بود، تغییر داد.
در سال ۱۹۴۷، پس از آماده‌سازی اولیه یک کارخانه و تجهیزات، داسو رسماً شروع به توسعه این جنگنده کاملاً فرانسوی کرد، که در ابتدا تنها بر اساس قریحه و ابتکار شخصی خودش بود. به گفته کنت مانسون (به انگلیسی: Kenneth Munson)، مورخ هوانوردی، طراحی داسو بیشتر از ایده‌های آمریکایی و نه بریتانیایی الهام گرفته است، زیرا انتخاب کرده است از ویژگی‌هایی مانند بال بسیار نازک شبیه به لاکهید پی-۸۰ شوتینگ استار و پیکربندی اولیه قابل مقایسه با نورث آمریکن اف-۸۶ سیبِر با توجه به نقش رهگیر آن، تأکید بر سرعت بالا رفتن بود. استفاده نماید. این هواپیما از یک موتور توربوجت رولز-رویس نن استفاده می‌کرد که قبلاً به صورت
تولید تحت لیسانس توسط هیسپانو-سویزا در فرانسه برای SNCASE SE-535 تولید می‌شد، که به نوبه خود نسخه تحت امیتیازی از هواپیمای دی هویلند ومپایر انگلیسی بود.
در سپتامبر ۱۹۴۷، یک سری گفتگوها در مورد پروژه بین داسو و دفتر مطالعات و برنامه‌های ستادی
(به فرانسوی: Bureau d'Etudes et Plans d'Etat Major) به انجام رسید. پاسخ دولت فرانسه به این پیشنهاد مثبت بود.با این حال، هیچ سفارش قطعی برای هواپیما در این زمان داده نشد، و این امر باعث شد که پروژه به عنوان یک سرمایه‌گذاری خصوصی ادامه یابد. در دسامبر ۱۹۴۷، مرحله کار طراحی تفصیلی پروژه که شماره طراحی ام. دی (مارسل داسو) ۴۵۰ به آن اختصاص یافته بود، آغاز شد. در ۷ آوریل ۱۸۴۸، ساخت یک نمونه اولیه در کارخانه این شرکت در سن-کلو، نزدیک پاریس آغاز شد. در ۲۹ ژوئن ۱۹۴۸۸، موافقت برای ادامه کار با داسو در طی قرارداد شماره ۲۲۲۳/۴۸ از بخش خدمات فنی هوانوردی (به فرانسوی: Service Technique de l'Aéronautique)از وزارت هوانوردی ارتش (به فرانسوی: Ministère des Armées Air)، که دستور ساخت سه نمونه اولیه را صادر نموده بود، صادر گردید.

## طراحی

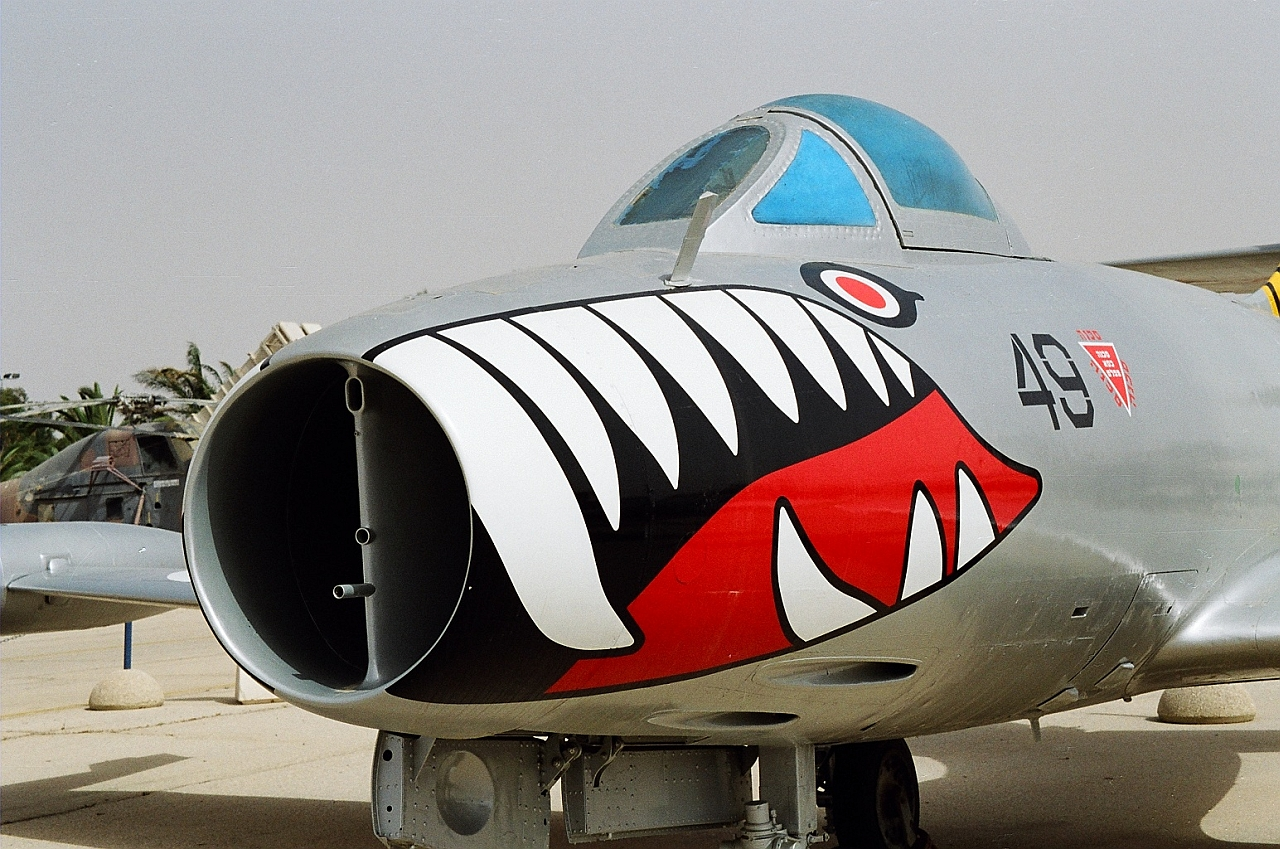
نمایی از دماغه جنگنده داسو اوراگان

داسو اوراگان یک هواپیمای جنگنده اولیه از عصر جت بود.
این هواپیما از یک طرح اولیه ساده استفاده می‌کرد، با از ورودی هوای تکی در دماغه هواپیما استفاده می‌نمود که هوا را در از طرف اتاقک خلبان به موتور، که مستقیماً در پشت خلبان قرار داشت، هدایت می‌نمود.
این طرح از ریپابلیک اف-۸۴ تاندرجت الهام گرفته شده است، بدنه آن بسیار استوانه‌ای و در دو انتها مخروطی است، ورودی هوا بروی روی دماغه (اگرچه این یک طراحی متعارف در بین جنگنده‌های اولیه عصر جت بود)،
کانوپی حبابی آن، و ارابه فرود دارای سه چرخ بود. طراحی این هواپیما با به‌کارگیری بال‌های نسبتاً نازک و تثبیت‌کننده عمودی متحرک، که شبیه به میگ-۱۷ بود، اصلاح شد. اوراگان دارای پیشرانه یک موتور توربوجت رولز-رویس نن که تحت لیسانس در هیپانو-سوئیزا تولید می‌شد، بود. هواپیماهای اولیه به صندلی‌پران مارتین -بیکر ام‌کی. ۱ مجهز بودند، با این حال اکثر هواپیماهای تولیدی به جای آن به صندلی‌های پران SNCASO E.86 مجهز شده بودند.
برخی از ویژگی‌های آیرودینامیکی پیشرفته‌تر اوراگان شامل بال خمیده و نازک آن است که در امتداد لبه حمله مخروطی‌شده بود.
این طرح تا حد زیادی برای ایفای نقش خود به عنوان یک هواپیمای جنگنده بهینه شده بود. با این حال، اسلحه‌های متعارف آن، انجام ماموریت‌های آفندی را نیز ممکن می‌نمود. امکان استفاده دو بمب ۴۵۰ کیلوگرمی (۱۰۰۰ پوندی)، ۱۶ تیر راکت ۱۰۵ میلی‌متری (۴ اینچی) تی-۱۰ ساخت ماترا، یا ۸ تیر از راکت‌های مذکور و دو بمب ناپالم ۴۶۰ لیتری (۱۲۱ گالن آمریکا) بود. این هواپیما همچنین به چهار قبضه توپ  خودکار ۲۰ میلی‌متری هیسپانو مارک ۴ که در زیر ورودی موتور قرار داشت، مسلح بود.
بر اساس گزارش‌ها این هواپیما هنگام شلیک توپ خودکار هیسپانو مارک ۴ و همچنین راکت‌ها بسیار پایدار بود. با این حال، به دلیل اینکه نسبت طول به قطر بدنه آن نسبت به سایر جنگنده‌های آن زمان نسبتاً کم بود، در حین چرخش‌های محکم، تمایل به اسپین داشت.
گونه‌های صادراتی این جنگنده، مانند آنهایی که برای جنگ در الجزایر به نام مستعار Barougans شناخته می‌شدند، به چترهای فروند مجهز شدند و همچنین ارابه فرود تک چرخ آنها با پیکربندی دو چرخ جایگزین شد. این قابلیت را برای هواپیما فراهم کرد تا در شرایط صحرایی ناهموار که باندهای فرودگاهی به خوبی نگهداری نمی‌شوند، عملیاتی باشد.

## گونه‌ها

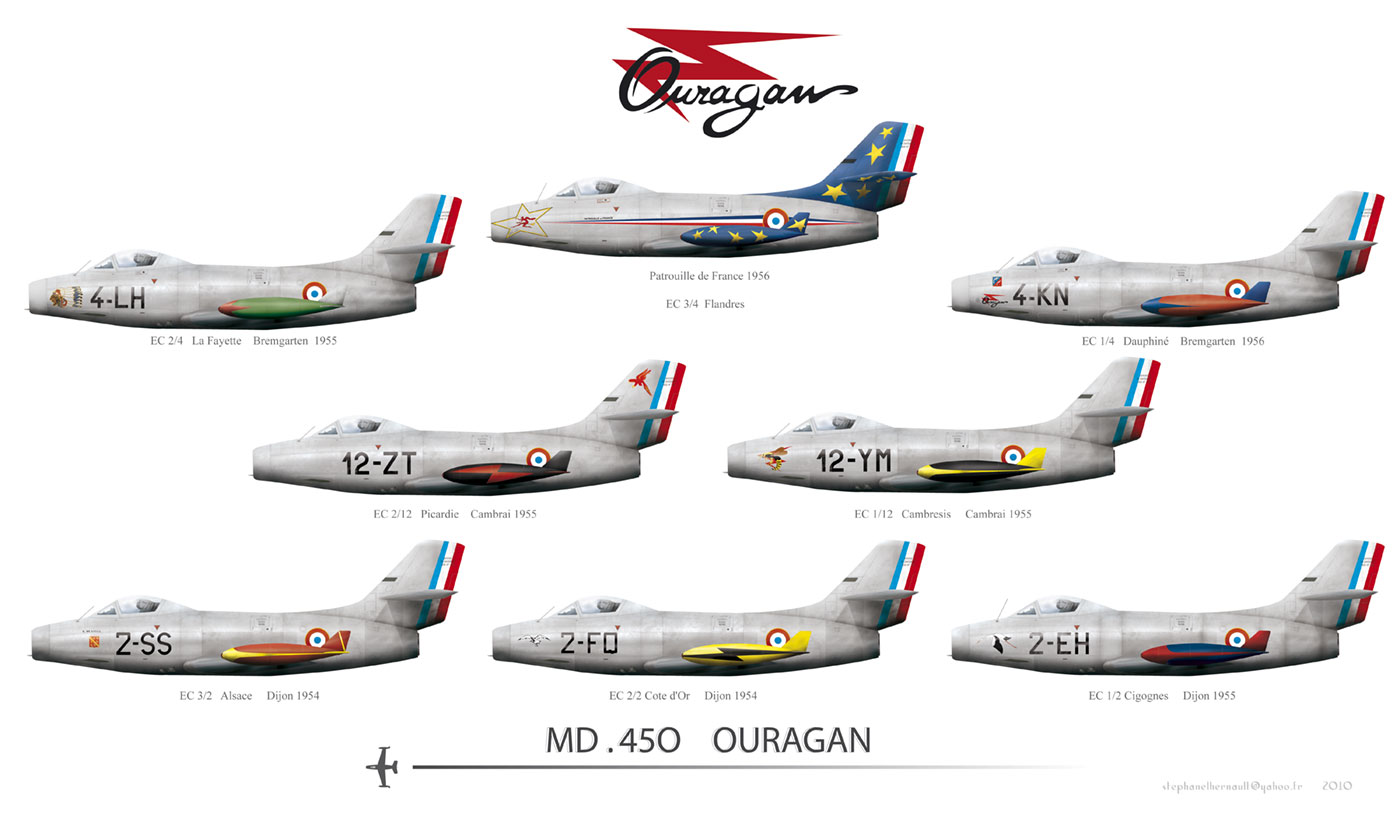
جنگنده‌های داسو ام دی ۴۵۰ اوراگان نیروی هوایی فرانسه

ام‌دی۴۵۰ ای اوراگاناولین سری ۵۰ فروندی از هواپیماهای تولیدی با موتوررولز-رویس نن ۱۰۲.
ام‌دی۴۵۰ بی اوراگانمجهز به موتور رولز-رویس نن ۱۰۴بی که در هیسپانو-سویزا تولید می‌شد، ارابه فرود دوگانه بهینه شده در دماغه هواپیما
ام‌دی۴۵۰ آر اوراگانگونه شناسایی، تنها یک فروند از آن ساخته شد.
ام‌دی۴۵۰ ال اوراگانیک پیش نمونه از آن تولید شد، مجهز به موتور اسنکما-آتار ۱۰۱ بی، ورودی‌های هوا در دوطرف بدنه و دوقبضه توپ خودکار ۳۰ میلی‌متری (۱٫۱۸۱ اینچی) دفا. اولین پرواز از این گونه در ۲۱ ژانویه ۱۹۵۲ انجام شد و برای کسب تجربه و آزمایش‌ها قبل از پرواز اولیه داسو-۴۵۳ به کار گرفته شد.
داسو باروگانچهارفروند از این گونه تولید شد، مجهز به ارابه فرود با چرخ‌های دوبل و تایرهای فشار پائین و چتر فرود.

## کاربران
Numbers from World Air Forces
 فرانسه

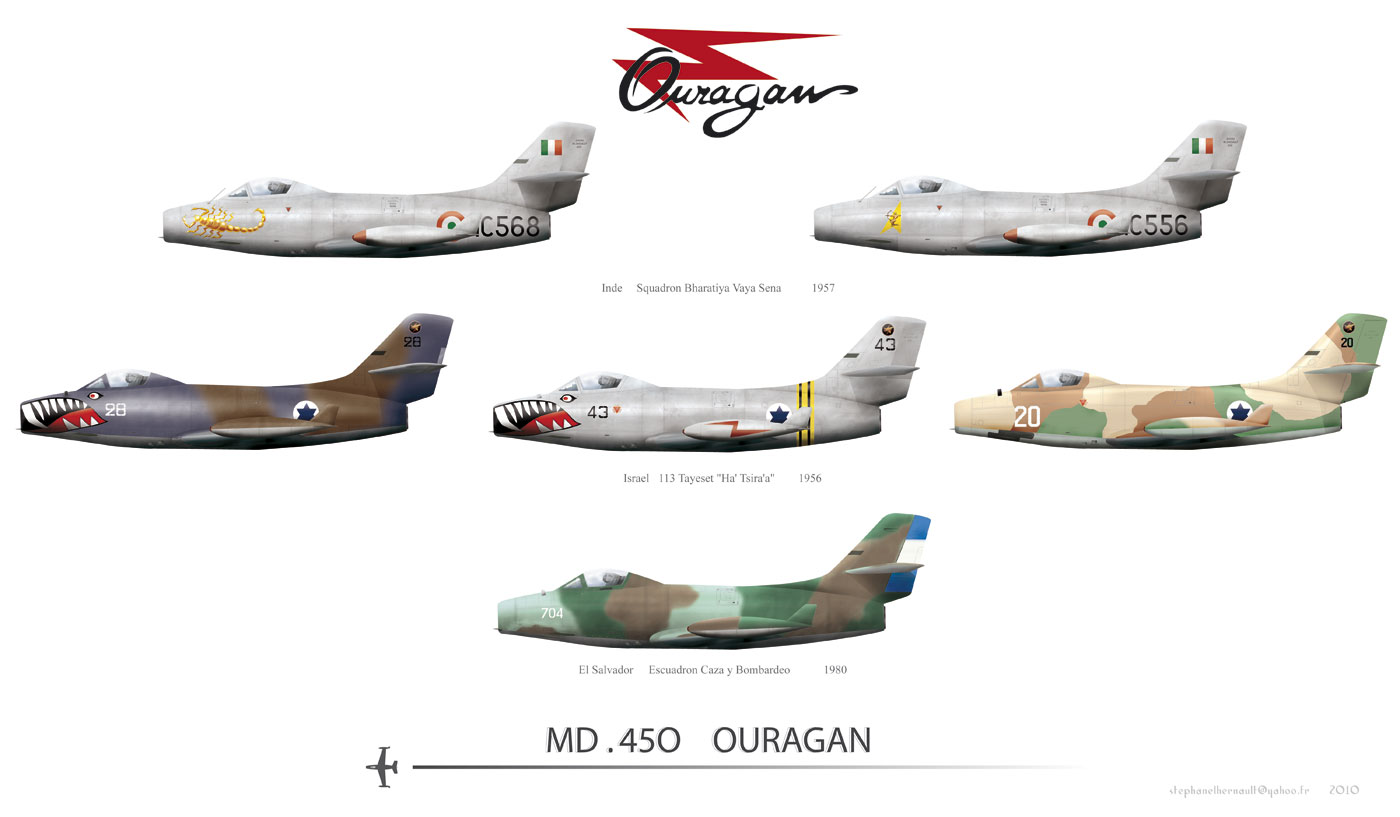
داسو ام دی ۴۵۰ اوراگان در خدمت نیروهای هوایی خارجی

- نیروی هوایی فرانسه ۳۷۰ فروند شامل نمونه‌های اولیه را در اختیار داشت.

 هند
- نیروی هوایی هند ۱۰۴ فروند را در اختیار داشت.

 اسرائیل
- نیروی هوایی اسرائیل ۷۵ فروند را در اختیار داشت.

 السالوادور
- نیروی هوایی السالوادور ۱۸ فروند را در اختیار داشت.